# Lillestrøm
Lillestrømⓘ ist eine norwegische Stadt in der gleichnamigen Kommune Lillestrøm in der Provinz (Fylke) Akershus. Die Stadt ist das Verwaltungszentrum der Kommune Lillestrøm und liegt östlich der Kommune Oslo.
Vom norwegischen Statistikamt Statistisk sentralbyrå (SSB) wird Lillestrøm zum Tettsted Oslo, dem städtischen Gebiet Oslos, gerechnet. Aufgrund dessen gibt es keine offiziellen Einwohnerzahlen für die Stadt Lillestrøm. Je nach verwendeter Ausdehnung liegt die Einwohnerzahl zwischen rund 12.000 und 18.500 Einwohnern.

## Geografie und Einwohner
Lillestrøm liegt im Westen der Kommune Lillestrøm am Nordufer des Sees Øyeren. Die Stadt liegt im Deltagebiet der Flüsse Leira und Nitelva, die bei Lillestrøm in den Øyeren münden. Ein Teil der Stadt liegt nur zwei bis drei Meter über dem Normalpegel der Nitelva und des Øyeren und wurde über die Zeit hinweg häufig überschwemmt. Zur besseren Absicherung wurde im Jahr 1998 ein neuer Damm errichtet.
Die Stadt Lillestrøm stellt einen der östlicheren Teile des Tettsteds Oslo dar, also des Gebiets, das vom norwegischen Statistikamt als zusammenhängendes Stadtgebiet von Oslo gewertet wird. Von den insgesamt 1.098.061 Einwohnern des Tettsteds Oslo leben 63.353 in der Kommune Lillestrøm. Diese gehören jedoch nicht alle zur Stadt Lillestrøm.

## Geschichte
Der erste Bahnhof Lillestrøms wurde 1854 eröffnet und befand sich zunächst auf der Westseite der Nitelva. Rund zehn Jahre später wurde ein neuer Bahnhof auf der östlichen Uferseite in Betrieb genommen. Rund um den neuen Bahnhof begann das heutige Lillestrøm heranzuwachsen. Ab den 1860er-Jahren gewannen Sägewerke größere wirtschaftliche Bedeutung und es begannen sich vermehrt Handwerker und Kaufmänner niederzulassen. Bei der Volkszählung im Jahr 1875 lebten 1144 Bewohner in Lillestrøm, bis 1900 wuchs die Zahl auf 3754 an. Im Jahr 1908 wurde Lillestrøm eine eigenständige Kommune. Diese ging zum 1. Januar 1908 mit 4351 Einwohnern aus Skedsmo hervor. Am 1. Januar 1962 erfolgte die erneute Eingliederung nach Skedsmo. Zum Zeitpunkt der Zusammenlegung hatte Lillestrøm 10.840 Einwohner.
Im November 1997 beschloss das Kommunalparlament der damaligen Kommune Skedsmo, dass Lillestrøm den Stadtstatus erhalten solle. Lillestrøm wurde damit im Jahr 1998 die erste Stadt des Fylkes Akershus. Ende 2019 wurde die Kommune Skedsmo aufgelöst und mit Fet und Sørum zur neuen Kommune Lillestrøm zusammengefasst.
Die Lillestrøm kirke im Stadtzentrum ist eine Kirche aus dem Jahr 1935. Als Architekten waren Dagfinn Morseth und Mads Wiel Gedde tätig.

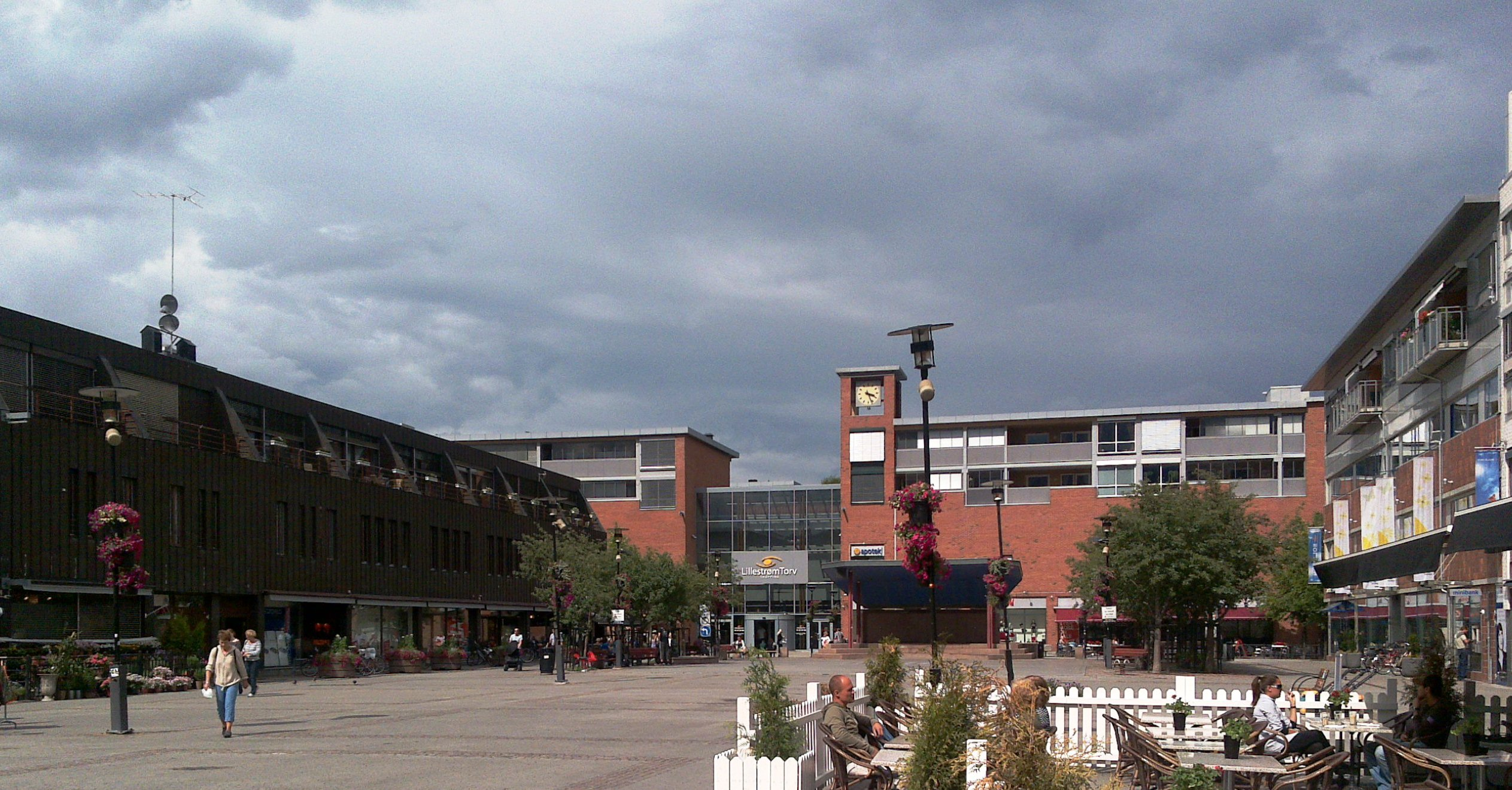
Lillestrøms Innenstadt, 2009
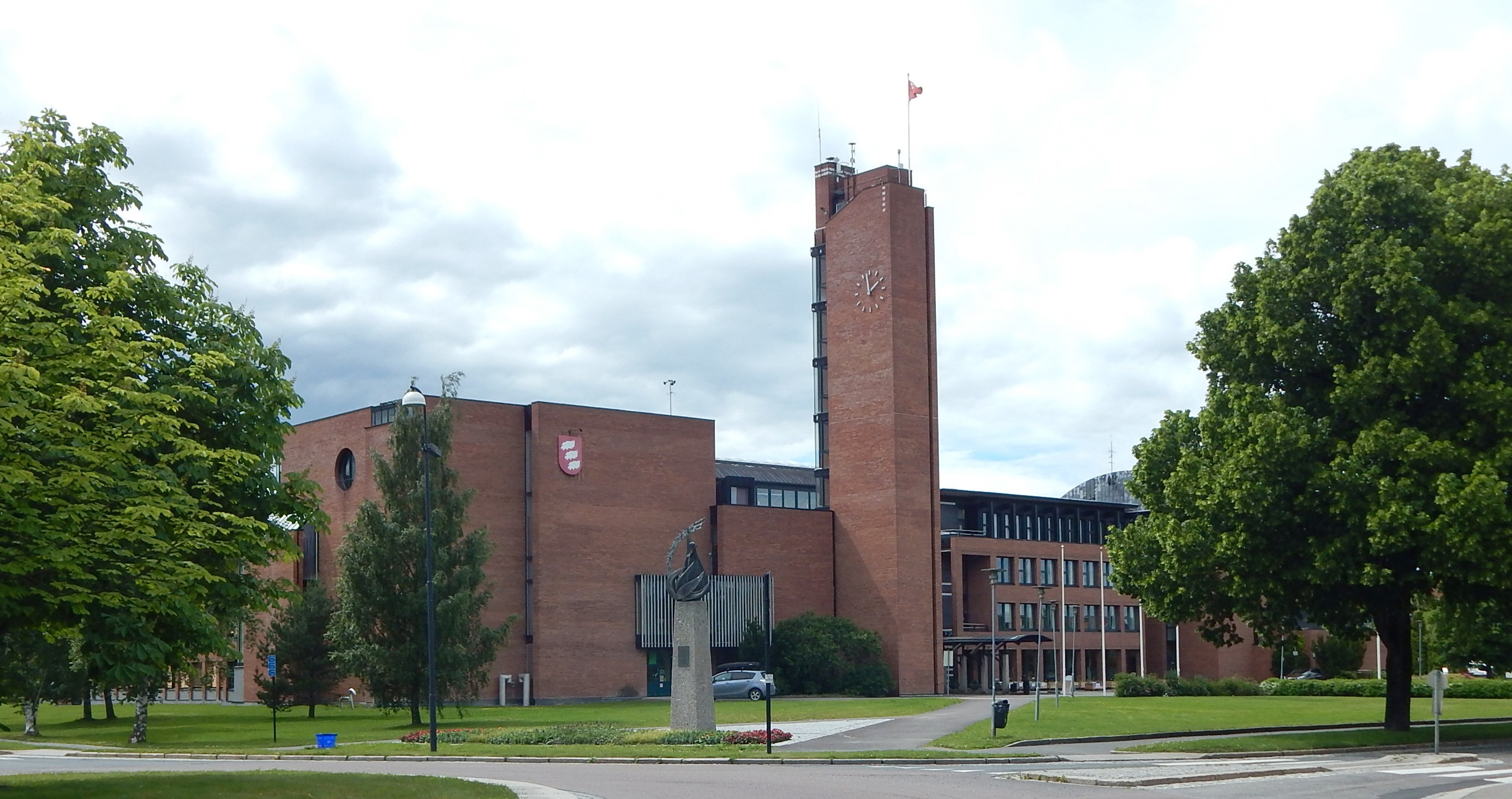
Rathaus in Lillestrøm
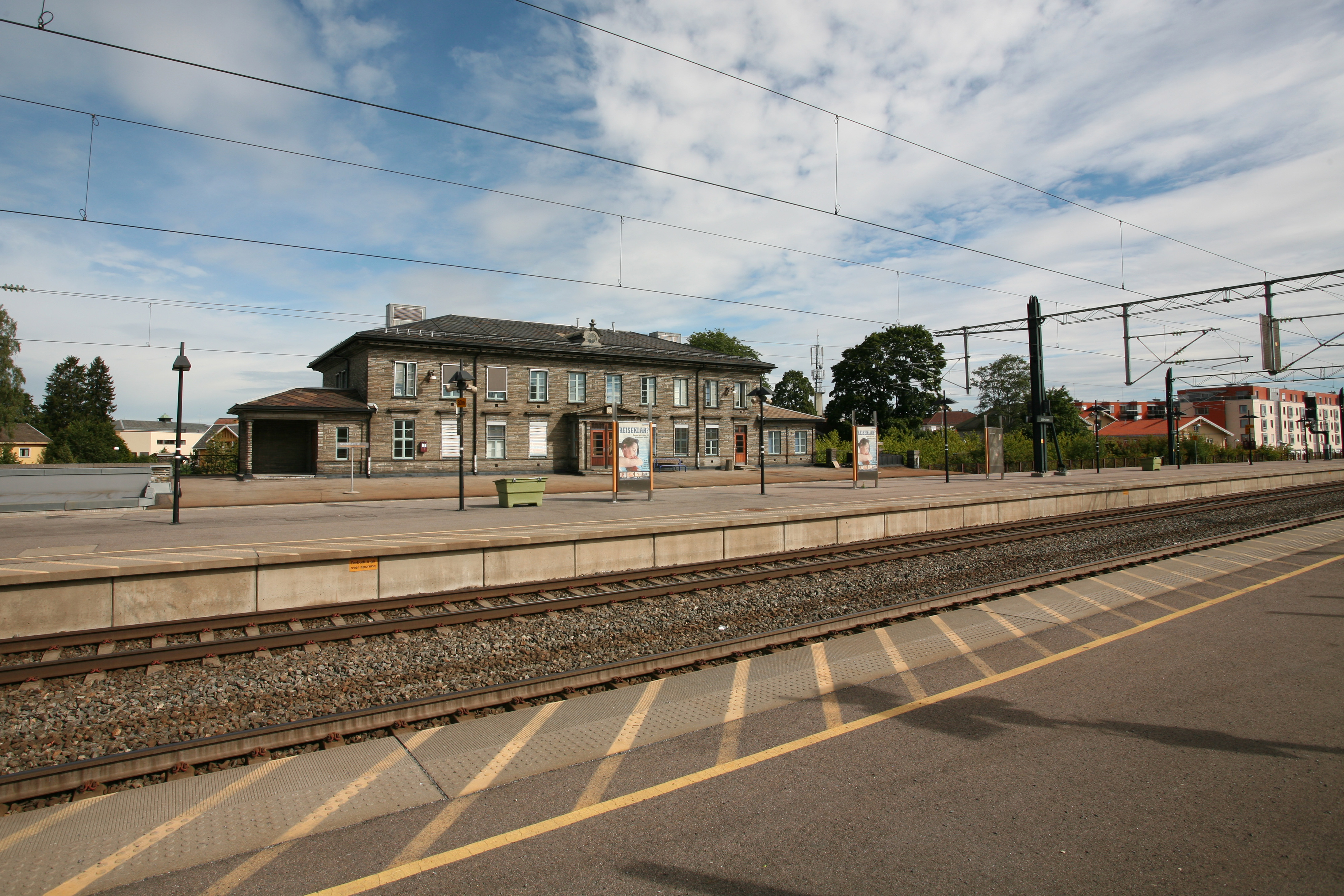
Bahnhof Lillestrøm, 2007

## Wirtschaft und Infrastruktur

### Verkehr
Der erste Bahnhof Lillestrøms wurde 1854 eröffnet. Im Jahr 1863 zog der Bahnhof im Zuge des Baus der Bahnstrecke Kongsvingerbanen um. Der heutige Bahnhof liegt auf der Strecke zwischen dem Osloer Hauptbahnhof Oslo S und dem Flughafen Oslo-Gardermoen an den Bahnlinien Gardermobanen und Hovedbanen.
Etwas nordwestlich von Lillestrøm verläuft die Europastraße 6 (E6). Diese stellt Richtung Nordosten die Verbindung zur Kommune Ullensaker und dem dort gelegenen Flughafen Oslo-Gardermoen her. In ihrem Verlauf Richtung Westen führt sie nach Oslo. In Südost-Nordwest-Richtung durchquert der Riksvei 22 die Stadt, bevor er in die E6 mündet. Im Südosten Lillestrøms zweigt der Riksvei 159 vom Riksvei 22 ab und führt von dort weiter in den Westen.

### Wirtschaft
Lillestrøm dient als Dienstleistungszentrum für größere Teile der Region Romerike und ist ein bedeutender Industriestandort. Unter anderem sind in der Stadt holzverarbeitende Betriebe und die chemische Industrie vertreten. Der Dienstleistungssektor erhielt mit der Zeit eine stetig größere Bedeutung. Im nördlichen Stadtteil Kjeller sind mehrere Forschungsinstitutionen angesiedelt. Diese dienen teils militärischen und teils zivilen Zwecken. In Lillestrøm hat auch die Regierungsorganisation zur Untersuchung von Unfällen – die Statens havarikommisjon (SHK) – ihren Sitz.

## Sport
In Lillestrøm beheimatet ist der Sportverein Lillestrøm SK, dessen erste Frauenmannschaft mehrfacher norwegischer Meister und Champions-League-Teilnehmer ist. Die Herrenmannschaft spielt in der ersten norwegischen Fußballliga Eliteserien. Spielstätte ist das Åråsen-Stadion.

## Name
Die Einwohner der Stadt werden Lillestrømling genannt. Der Name der Stadt leitet sich vom Hofnamen Lille Strøm ab, wo 1854 der ursprüngliche Bahnhof eröffnet worden war. Der Name wurde für den 1862 in Betrieb genommenen neuen Bahnhof beibehalten und diente in der Folge auch als Ortsname für die heranwachsende Ortschaft.

## Persönlichkeiten
- Kay Arne Stenshjemmet (* 1953), norwegischer Eisschnellläufer
- Pål Thowsen (* 1955), Jazz-Schlagzeuger
- Erik Solér (* 1960), Fußballspieler
- Kristin Rosendal (* 1962), Politikwissenschaftlerin
- Thomas Skoglund (* 1983), Handballspieler
- Edris Hijrat (* 1990), afghanisch-norwegischer Fußballspieler
- Fredrik Gulbrandsen (* 1992), Fußballspieler